# Clan Rusu

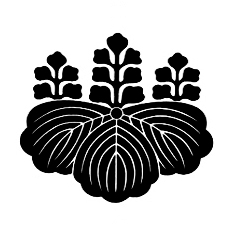
Il mon (emblema) del clan Rusu

Il clan Rusu (留守氏?, Rusu-shi) fu un clan giapponese che governò nel nord della provincia di Mutsu.

## Storia
Il clan dichiarava di discendere dal figlio di Fujiwara Kaneie, Michikane.
Assunsero il nome Rusu successivamente alla conquista del nord del Giappone da parte di Minamoto no Yoritomo; il loro nome originario era Isawa, e ricevettero l'ordine di controllare il nord quando Yoritomo era assente. Durante il periodo Nanboku-chō il clan si unì a Kitabatake Akiie e si distinse a Tsugaru e Shirakawa. Tuttavia nel 1336 il clan cambiò sponda e si unì alla corte del Nord. 
La famiglia Rusu si stabilì nel castello di Takamori nel XVI secolo, e divennero vassalli del clan Date. Rusu e Date inoltre formarono diversi legami di parentela attraverso matrimoni ed adozioni. La forte relazione tra i due clan continuò con il tempo e durante il periodo Edo i Rusu seguirono i Date nel dominio di Sendai. La famiglia Rusu durante il periodo Edo assunse il cognome Date e governò il dominio di Mizusawa, un sottodominio di Sendai.
La famiglia, nella gerarchia del dominio di Sendai, aveva il rango di ichimon (一門?), ossia parenti del signore dei Date.
Date Kuninori, colui che si stabilì nell'isola di Hokkaidō all'inizio del rinnovamento Meiji, era un discendente di questo clan.